# Renescure
Renescure [ʁənɛskyʁ] est une commune française située dans le département du Nord, en région Hauts-de-France.
Ruisscheure, originaire du vieux néerlandais, signifierait la grange de Hringawini avec Hringa pour anneau et wini pour ami. C'est une commune, qui du fait de sa position géographique, a connu les différents combats entre le comté de Flandre et le royaume de France.

## Géographie

### Localisation
Renescure se situe à la limite entre les départements du Nord et du Pas-de-Calais, à 9 km de Saint-Omer et 12 km d'Hazebrouck.
La commune est délimitée à l'ouest par le canal de Neufossé, à l'est par Bavinchove, au nord la forêt domaniale de Rihoult Clairmarais, et au sud par le mont d'Hiver (en néerlandais Wintersberg). Son relief est marqué par plusieurs hauteurs : mont d'hiver et les longues royes, le moulin des pauvres et le nieppe.
Les communes limitrophes sont Clairmarais, Campagne-lès-Wardrecques, Staple, Wardrecques, Arques, Bavinchove, Blaringhem, Ebblinghem, Lynde et Racquinghem.
|                                                      | Clairmarais                 | Bavinchove       |
| Arques (Pas-de-Calais)                               | Renescure                   | Ebblinghem       |
| Campagne-lès-Wardrecques Wardrecques (Pas-de-Calais) | Racquinghem (Pas-de-Calais) | Lynde Blaringhem |

### Hydrographie

#### Réseau hydrographique
La commune est située dans le bassin Artois-Picardie. Elle est drainée par la Longue Becque, la Schoubrouck, l'Aval de Nouvelle Melde, l'Amont de la Nouvelle Melde, le Moulin des Pauvres, le ruisseau Becquerely et le ruisseau le holleBecque,,.
La Longue Becque, d'une longueur de 10 km, prend sa source dans la commune de Lynde et se jette  dans le canal de Neuffossé à Wardrecques, après avoir traversé quatre communes.

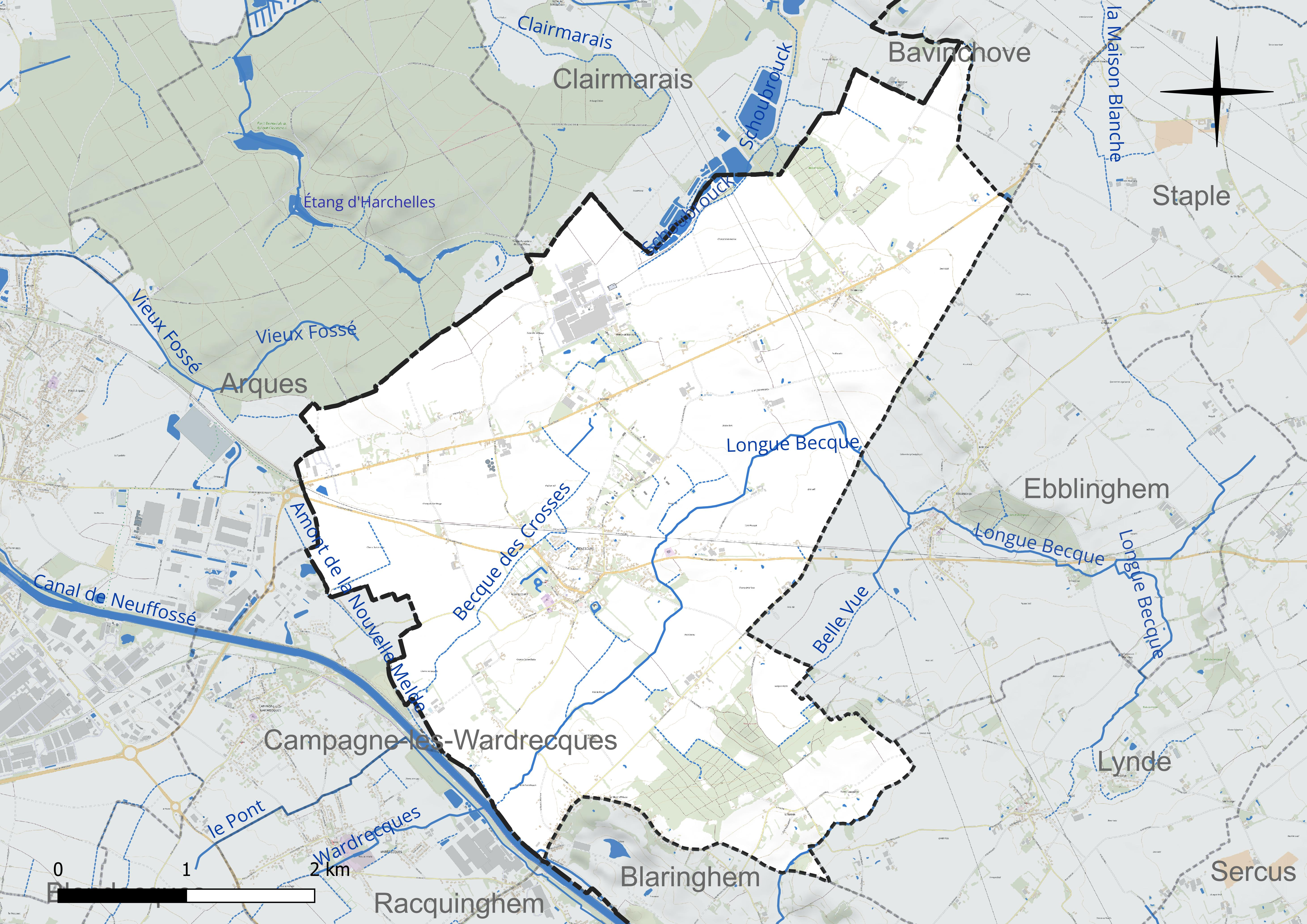
Réseau hydrographique de Renescure.

La Schoubrouck, d'une longueur de 12 km, prend sa source dans la commune  et se jette  dans le Petit Lecq à Clairmarais, après avoir traversé deux communes.
L'Aval de Nouvelle Melde, d'une longueur de 11 km, prend sa source dans la commune de Wardrecques et se jette  dans  le canal de la Nieppe à Thiennes, après avoir traversé sept communes.

#### Gestion et qualité des eaux
Le territoire communal est couvert par le schéma d'aménagement et de gestion des eaux (SAGE) « Audomarois ». Ce document de planification concerne un territoire de 662 km2 de superficie, délimité par le bassin versant de l'Aa et sa zone d'étalement : le marais audomarois. Le périmètre a été arrêté le 4 février 1994 et le SAGE proprement dit a été approuvé le 31 mars 2005, puis révisé le 15 janvier 2013, puis le 21 novembre 2021. La structure porteuse de l'élaboration et de la mise en œuvre est le syndicat mixte pour l'aménagement et la gestion des eaux de l'Aa (SmageAa).
La qualité des cours d'eau peut être consultée sur un site dédié géré par les agences de l'eau et l'Agence française pour la biodiversité.

### Climat
Pour des articles plus généraux, voir Climat des Hauts-de-France et Climat du Nord.
En 2010, le climat de la commune est de type climat océanique altéré, selon une étude du CNRS s'appuyant sur une série de données couvrant la période 1971-2000. En 2020, Météo-France publie une typologie des climats de la France métropolitaine dans laquelle la commune est exposée à un climat océanique et est dans la région climatique Côtes de la Manche orientale, caractérisée par un faible ensoleillement (1 550 h/an) ; forte humidité de l'air (plus de 20 h/jour avec humidité relative > 80 % en hiver), vents forts fréquents.
Pour la période 1971-2000, la température annuelle moyenne est de 10,5 °C, avec une amplitude thermique annuelle de 13,7 °C. Le cumul annuel moyen de précipitations est de 792 mm, avec 12,7 jours de précipitations en janvier et 8,4 jours en juillet. Pour la période 1991-2020, la température moyenne annuelle observée sur la station météorologique la plus proche, située sur la commune de Watten à 16 km à vol d'oiseau, est de 11,3 °C et le cumul annuel moyen de précipitations est de 822,8 mm,. Pour l'avenir, les paramètres climatiques de la commune estimés pour 2050 selon différents scénarios d'émission de gaz à effet de serre sont consultables sur un site dédié publié par Météo-France en novembre 2022.

## Urbanisme

### Typologie
Au 1er janvier 2024, Renescure est catégorisée commune rurale à habitat dispersé, selon la nouvelle grille communale de densité à sept niveaux définie par l'Insee en 2022.
Elle appartient à l'unité urbaine de Saint-Omer, une agglomération inter-départementale regroupant 23  communes, dont elle est une commune de la banlieue,,. Par ailleurs la commune fait partie de l'aire d'attraction de Saint-Omer, dont elle est une commune de la couronne,. Cette aire, qui regroupe 79 communes, est catégorisée dans les aires de 50 000 à moins de 200 000 habitants,.

### Occupation des sols
L'occupation des sols de la commune, telle qu'elle ressort de la base de données européenne d'occupation biophysique des sols Corine Land Cover (CLC), est marquée par l'importance des territoires agricoles (89,3 % en 2018), en diminution par rapport à 1990 (90,4 %). La répartition détaillée en 2018 est la suivante : 
terres arables (87,3 %), forêts (5,5 %), zones urbanisées (3,1 %), prairies (1,4 %), zones industrielles ou commerciales et réseaux de communication (1,3 %), eaux continentales (0,8 %), zones agricoles hétérogènes (0,5 %). L'évolution de l'occupation des sols de la commune et de ses infrastructures peut être observée sur les différentes représentations cartographiques du territoire : la carte de Cassini (XVIIIe siècle), la carte d'état-major (1820-1866) et les cartes ou photos aériennes de l'IGN pour la période actuelle (1950 à aujourd'hui).

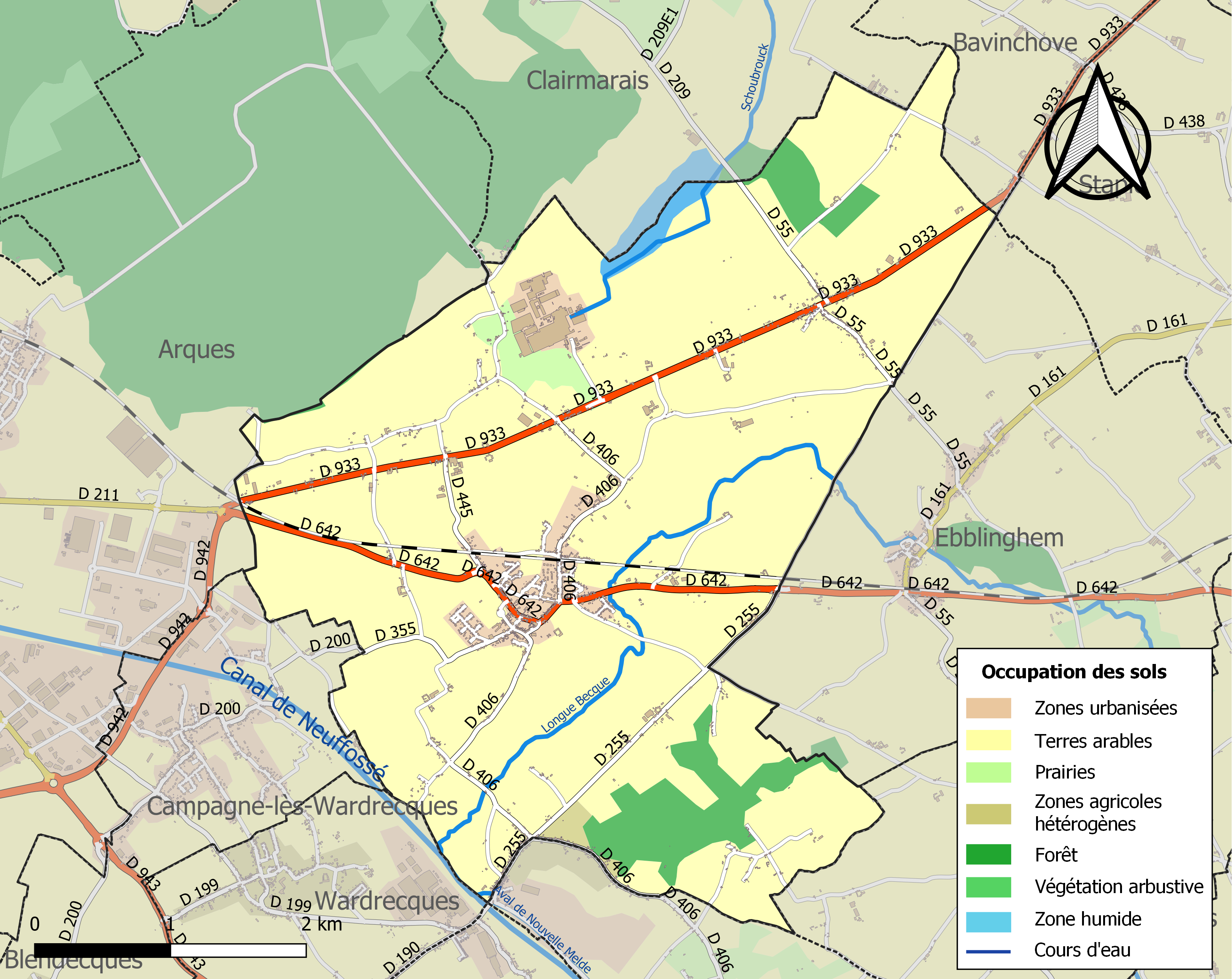
Carte des infrastructures et de l'occupation des sols de la commune en 2018 (CLC).

### Voies de communication et transports
Renescure est située sur l'ancienne route nationale 42 (aujourd'hui RD 642) vers Boulogne-sur-Mer, Saint-Omer et l'A26 à l'ouest, et vers Hazebrouck et l'A25 (vers Armentières et Lille) à l'est. Elle est actuellement l'une des seules communes à être traversée en son centre par cette route qui est une voie rapide sur les trois-quarts de sa longueur. Le trafic dense (17 000 véhicules par jour) et les vitesses élevées des automobilistes poussent les élus à réfléchir à un contournement de la ville depuis de nombreuses années.
La gare de Renescure est desservie par des TER entre Lille-Flandres et Calais-Ville.

## Toponymie
Ruyscheure/Ruisscheure en néerlandais.
- D'un nom de personne germanique Ringuinus suivi du germanique skur (grange)[24].
- Reinguenescura (1096), Ringwenscura (1168-91), Reenscure (1193), Ringuinscura (1197), Riugschura (1196), Reuinscura (1205).

## Histoire

### Préhistoire
L'association "Renescure d'hier et d'aujourd'hui " publie deux fois par an des bulletins permettant de connaître l'histoire de Renescure.
Ce territoire autrefois riche en zones humides et pourvue de sols de qualité a  connu une occupation préhistorique et des activités agricoles précoces. Une fouille de prospection faite au Pont d'Asquin en 1984 a montré dans le front de taille de la carrière de la tuilerie les restes de foyers préhistoriques, avec traces de combustion au niveau du sol holocène colluvioné, avec des tessons de poterie (non décorés à pâte évoquant le Néolithique final ou Chalcolithique), des silex chauffés épars, de nombreux charbons de bois, des cendres, des os animaux brûlés.

### Période historique
Avant la Révolution française, la paroisse était incluse dans le diocèse de Thérouanne, puis à la disparition de celui-ci dans le diocèse de Saint-Omer.
En 1191, le chevalier Lambert de Renescure fait une donation à la cathédrale de Thérouanne (Thérouanne est alors le siège du diocèse de Thérouanne où réside l'évêque des Morins). Arnould, avoué de Thérouanne, informe l'évêque Didier (liste des évêques de Thérouanne) qu'il a confirmé cette donation.
En 1206, Ither, abbé de l'abbaye Saint-Médard d'Andres, Jean de Seninghem, Gérard de Renescure, sont désignés arbitres d'un litige entre l'abbaye de Saint-Bertin et Guillaume de Billeke (de Tilques) au sujet d'un droit de juridiction sur une terre (l'abbaye avait le privilège d'exercer la juridiction sur les terres dépendant d'elle, ce qui était source de nombreux litiges avec les seigneurs locaux).
En 1581, Claude de Saint-Omer (maison de Saint-Omer) est seigneur de Renescure.
Jean Nicolas Taverne (1694-1754) est seigneur de Renescure au XVIIIe siècle. Fils de Nicolas et de Laurence Houwens, il nait à Dunkerque le 10 octobre 1694. Il devient bourgeois de Lille le 7 mai 1717, puis est nommé conseiller secrétaire du roi en la chancellerie près le Parlement de Flandres. Il est inhumé dans l'église de Renescure le 15 août 1754. Il se marie avec Julie Ursule de la Derrière, puis à Lille le 27 juillet 1726 avec Marie Anne Albertine Vanderlinde, fille de Claude Henri François, bourgeois de Lille, bourgeois de Douai, conseiller du roi, trésorier de France au bureau des finances de la généralité de Lille, et de Marie Thérèse Farvacques. Marie Anne nait à Lille La Madeleine en février 1705 (baptisée le 24 février 1705) et meurt à Lille le 16 août 1754.
Jacques Nicolas Joseph Taverne (1730-1801), fils de Jean Nicolas, écuyer, est seigneur de Renescure après son père. Il nait à Lille en mai 1730 (baptisé le 29 mai 1730), se marie avec Anne Marie Coppens puis à La Madeleine le 5 juillet 1785 avec Rose Marguerite Joseph Bonnier (1762-1799) (il a 55 ans et elle 23). Elle est la fille d'Ignace Bernard Joseph Bonnier, chevalier, seigneur du Metz, trésorier de France au bureau des finances de la généralité de Lille, bourgeois de Lille et de Marguerite Marie Rose Joseph Regnault. Elle nait à Lille en juillet 1762 (baptisée le 9 juillet 1762) et meurt à Lille le 15 floréal an VII (4 mai 1799). Jacques Nicolas Taverne meurt à Dampierre le 22 décembre 1801.
Pendant la Révolution française, en juin 1793, la municipalité s'est opposée à l'enlèvement des cloches tel que décidé par la Convention nationale.Une seule cloche (la plus lourde) fut conservée. Les deux autres ont été fondues.
Pendant la Première Guerre mondiale, des troupes passent par Renescure qui est située à l'arrière du front; ainsi par exemple, en mai 1917, la commune accueille des troupes d'infanterie venant du front de l'est. Renescure sert principalement de camp d'exercice, d'entraînement. Environ 80 hommes sont "morts pour la FRANCE".
Pendant la Seconde Guerre mondiale, les allemands occupent les lieux. Ils construisent à la gare une quarantaine de blockhaus abritant des V1 à destination de la rampe de lancement du Nieppe (hameau du Nieppe). Renescure a été bombardée copieusement durant l'année 1944 (Gare, La Crosse, le Nieppe, ...), ce qui a nettement modifié son architecture.

## Politique et administration
| Période                                  | Période                | Identité                 | Étiquette | Qualité                                     |
| ---------------------------------------- | ---------------------- | ------------------------ | --------- | ------------------------------------------- |
| 1792                                     | 1793                   | François Joseph Ammeloot |           |                                             |
| 1793                                     | 1800                   | Martin Cardon            |           |                                             |
| 1800                                     | 1809                   | Louis Isidore Degay      |           |                                             |
| 1809                                     | 1813                   | J.B. Coulier             |           |                                             |
| 1813                                     | 1816                   | François Haeu            |           |                                             |
| 1816                                     | 1831                   | Nicolas Decouvelaere     |           | Cultivateur                                 |
| 1831                                     | 1834                   | Louis Fachau             |           | Notaire                                     |
| 1834                                     | 1840                   | Pierre Sockeel           |           |                                             |
| 1840                                     | 1871                   | J.B. Dupuis              |           |                                             |
| 1871                                     | 1919                   | Emmanuel Sockeel         |           |                                             |
| 1919                                     | 1925                   | Georges Laurent          |           |                                             |
| 1925                                     | 1929                   | Octave Minne             |           |                                             |
| 1929                                     | 1933                   | André Bonduelle          |           |                                             |
| 1933                                     | 1937                   | Émile Danvers            |           |                                             |
| mai 1937                                 | 1945                   | Félix Inglard            |           | Cultivateur, rue de la Gare.                |
| 1945                                     | mai 1953               | Marcel Bogaert           | SFIO      |                                             |
| mai 1953                                 | mars 1977              | Pierre Bonduelle         |           | Directeur d'usine                           |
| mars 1977                                | septembre 1997 (décès) | Louis Coo                |           | Directeur de la SALFA                       |
| septembre 1997                           | mars 2008              | Jean-Marie Bonduelle     | DVD       | Directeur d'usine Bonduelle de Renescure.   |
| mars 2008                                | mars 2020              | Jean-Pierre Decool (d)   | DVD       | Agriculteur et membre du CS de Bonduelle    |
| mars 2020                                | En cours               | Frédéric Jude (d)        |           | Ouvrier à la verrerie-cristallerie d'Arques |
| Les données manquantes sont à compléter. |                        |                          |           |                                             |

## Population et société

### Démographie

#### Évolution démographique
L'évolution du nombre d'habitants est connue à travers les recensements de la population effectués dans la commune depuis 1793. Pour les communes de moins de 10 000 habitants, une enquête de recensement portant sur toute la population est réalisée tous les cinq ans, les populations de référence des années intermédiaires étant quant à elles estimées par interpolation ou extrapolation. Pour la commune, le premier recensement exhaustif entrant dans le cadre du nouveau dispositif a été réalisé en 2005.

En 2022, la commune comptait 2 130 habitants, en évolution de +1,96 % par rapport à 2016 (Nord : +0,51 %, France hors Mayotte : +2,11 %).
| 1793  | 1800  | 1806  | 1821  | 1831  | 1836  | 1841  | 1846  | 1851  |
| ----- | ----- | ----- | ----- | ----- | ----- | ----- | ----- | ----- |
| 1 521 | 1 523 | 1 681 | 1 657 | 1 670 | 1 648 | 1 672 | 1 681 | 1 727 |

| 1856  | 1861  | 1866  | 1872  | 1876  | 1881  | 1886  | 1891  | 1896  |
| ----- | ----- | ----- | ----- | ----- | ----- | ----- | ----- | ----- |
| 1 735 | 1 839 | 1 889 | 1 944 | 2 011 | 2 024 | 2 095 | 2 121 | 2 148 |

| 1901  | 1906  | 1911  | 1921  | 1926  | 1931  | 1936  | 1946  | 1954  |
| ----- | ----- | ----- | ----- | ----- | ----- | ----- | ----- | ----- |
| 2 179 | 1 880 | 1 856 | 1 630 | 1 574 | 1 578 | 1 605 | 1 575 | 1 637 |

| 1962  | 1968  | 1975  | 1982  | 1990  | 1999  | 2005  | 2006  | 2010  |
| ----- | ----- | ----- | ----- | ----- | ----- | ----- | ----- | ----- |
| 1 803 | 1 928 | 2 071 | 2 115 | 2 221 | 2 086 | 2 039 | 2 039 | 2 071 |

| 2015  | 2020  | 2022  | - | - | - | - | - | - |
| ----- | ----- | ----- | - | - | - | - | - | - |
| 2 084 | 2 140 | 2 130 | - | - | - | - | - | - |

#### Pyramide des âges
La population de la commune est relativement jeune.
En 2018, le taux de personnes d'un âge inférieur à 30 ans s'élève à 31,6 %, soit en dessous de la moyenne départementale (39,5 %). À l'inverse, le taux de personnes d'âge supérieur à 60 ans est de 28,3 % la même année, alors qu'il est de 22,5 % au niveau départemental.
En 2018, la commune comptait 1 038 hommes pour 1 062 femmes, soit un taux de 50,57 % de femmes, légèrement inférieur au taux départemental (51,77 %).
Les pyramides des âges de la commune et du département s'établissent comme suit.
| Hommes | Classe d’âge | Femmes |
| ------ | ------------ | ------ |
| 0,8    | 90 ou +      | 0,9    |
| 6,3    | 75-89 ans    | 9,1    |
| 19,0   | 60-74 ans    | 20,3   |
| 21,1   | 45-59 ans    | 19,9   |
| 20,0   | 30-44 ans    | 19,3   |
| 13,7   | 15-29 ans    | 14,1   |
| 19,1   | 0-14 ans     | 16,4   |

| Hommes | Classe d’âge | Femmes |
| ------ | ------------ | ------ |
| 0,5    | 90 ou +      | 1,4    |
| 5,3    | 75-89 ans    | 8,1    |
| 14,8   | 60-74 ans    | 16,2   |
| 19,1   | 45-59 ans    | 18,4   |
| 19,5   | 30-44 ans    | 18,7   |
| 20,7   | 15-29 ans    | 19,1   |
| 20,2   | 0-14 ans     | 18     |

### Loisirs
- Circuit de randonnée pédestre « le Steenweg ».
- Circuit de randonnée pédestre de 15 km, « Du château à la forêt », emmène au départ de Renescure vers et à travers la forêt de Rihoult-Clairmarais située dans le Pas-de-Calais[42]. Il existe une variante de ce circuit, légèrement différente et longue de 14 km[43].
- Circuit « Village Patrimoine » autour de dix points d'intérêt touristique.

## Économie
La commune dispose de trois gîtes et d'un camping sur son territoire.
Les différents commerces :
- Une supérette
- Une boulangerie
- Une banque
- Entreprise funéraire
- Office notarial
- Un salon de coiffure
- Une friterie
- Une boucherie -  charcuterie
- Dépanneur informatique

## Équipements et services publics

### Gestion des déchets
- La déchetterie d'Ebblinghem est la plus proche de Renescure.

### Établissements scolaires
- École publique Philippe de Commynes
- École publique du Nieppe
- École privée Sainte-Marie

### Salles municipales
- Salle des Spectacles
- Salle des Fêtes

### Équipement sportifs
- Salle des Sports Henri Dunant
- Un terrain de tennis
- Un terrain de pétanque
- Un terrain de football (association la JSR Jeunesse Sportive Renescuroise).
- Un terrain de tir à la perche verticale (association de la Saint Sébastien).

### Santé

#### Maison médicale - Professionnels de santé
- Une gynécologue médical et obstétrique
- Masseur - kinésithérapeute (Pédiatrie - Pelvi - Périnéologie)
- Masseur - kinésithérapeute (D.U Kiné du sport)
- Une orthophoniste
- Un ostéopathe
- Deux infirmières (domicile et au cabinet)

#### Autre structures de santé
- Une pharmacie.
- Un cabinet dentaire.

### Autre structure publique
- La poste.
- Centre d'Incendie et de Secours de Renescure.
- Médiathèque
- Une Gendarmerie

### Justice
Renescure dépend du :
- Tribunal de proximité d'Hazebrouck.
- Conseil de Prud'hommes d'Hazebrouck
- Tribunal judiciaire de Dunkerque
- Cour d'Appel de Douai.
- Tribunal de Commerce de Dunkerque
- Tribunal Administratif de Lille
- Cour Administrative d'Appel de Douai
- Pôle Nationalité du tribunal judiciaire de Dunkerque
- Tribunal pour Enfants de Dunkerque

## Culture et patrimoine
Depuis 2009, Renescure fait partie du réseau Village Patrimoine, coordonné par les Pays de Flandre.
La commune est rattachée à l'Office de tourisme Destination Cœur de Flandre.

### Lieux et monuments
- Le château dit de Philippe de Commines fait l'objet d'une inscription au titre des monuments historiques depuis 1981[46].

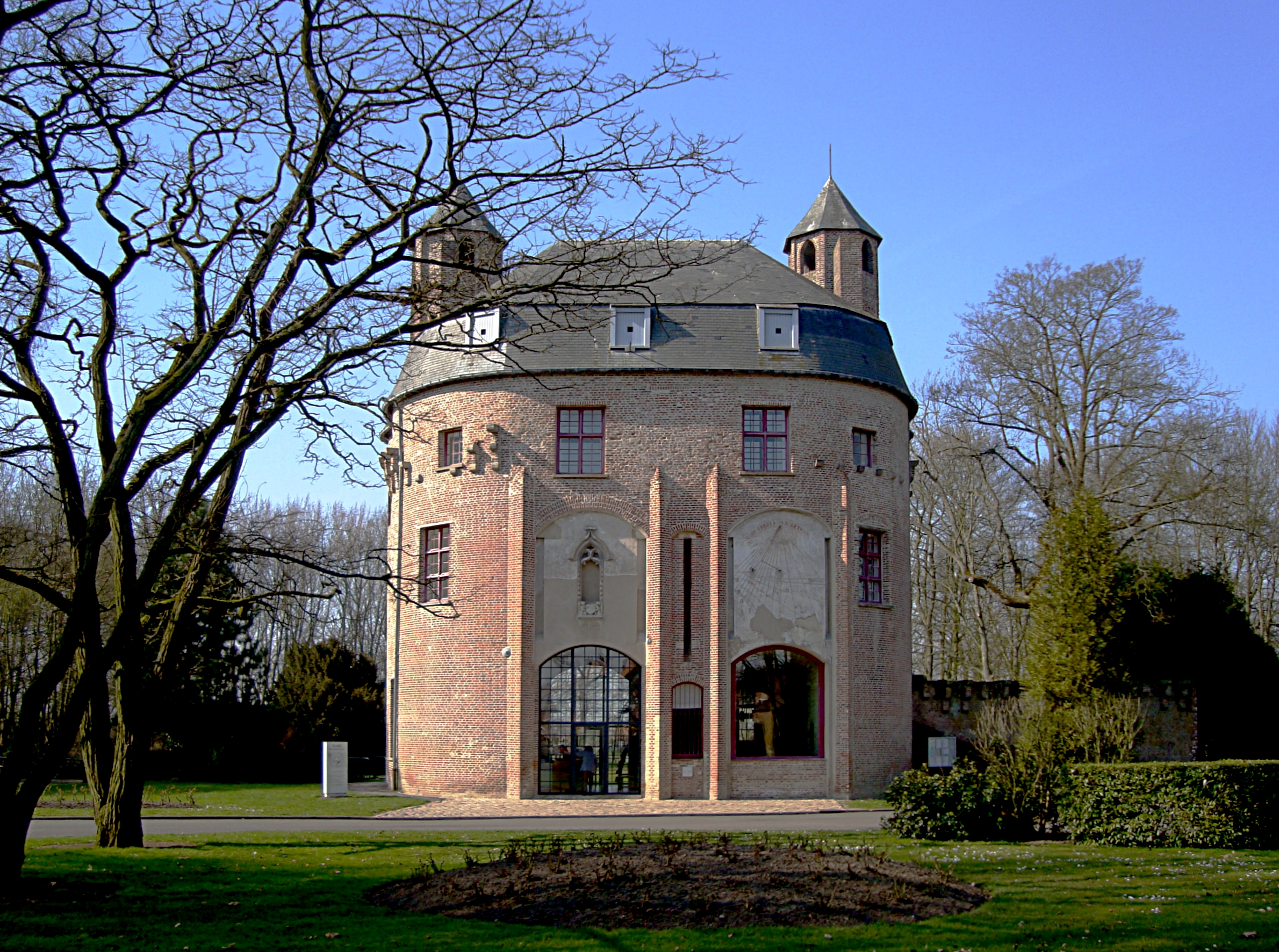
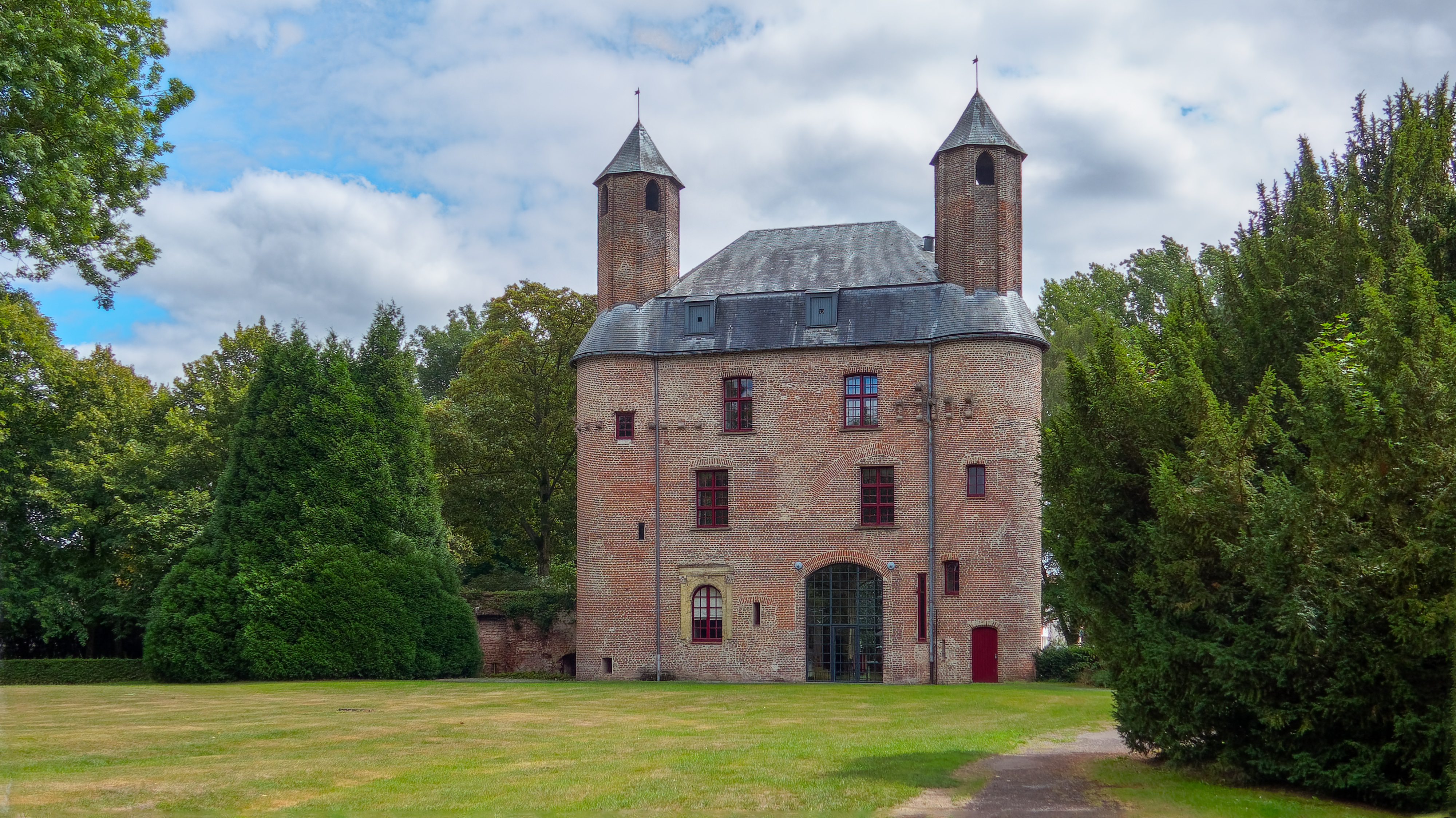
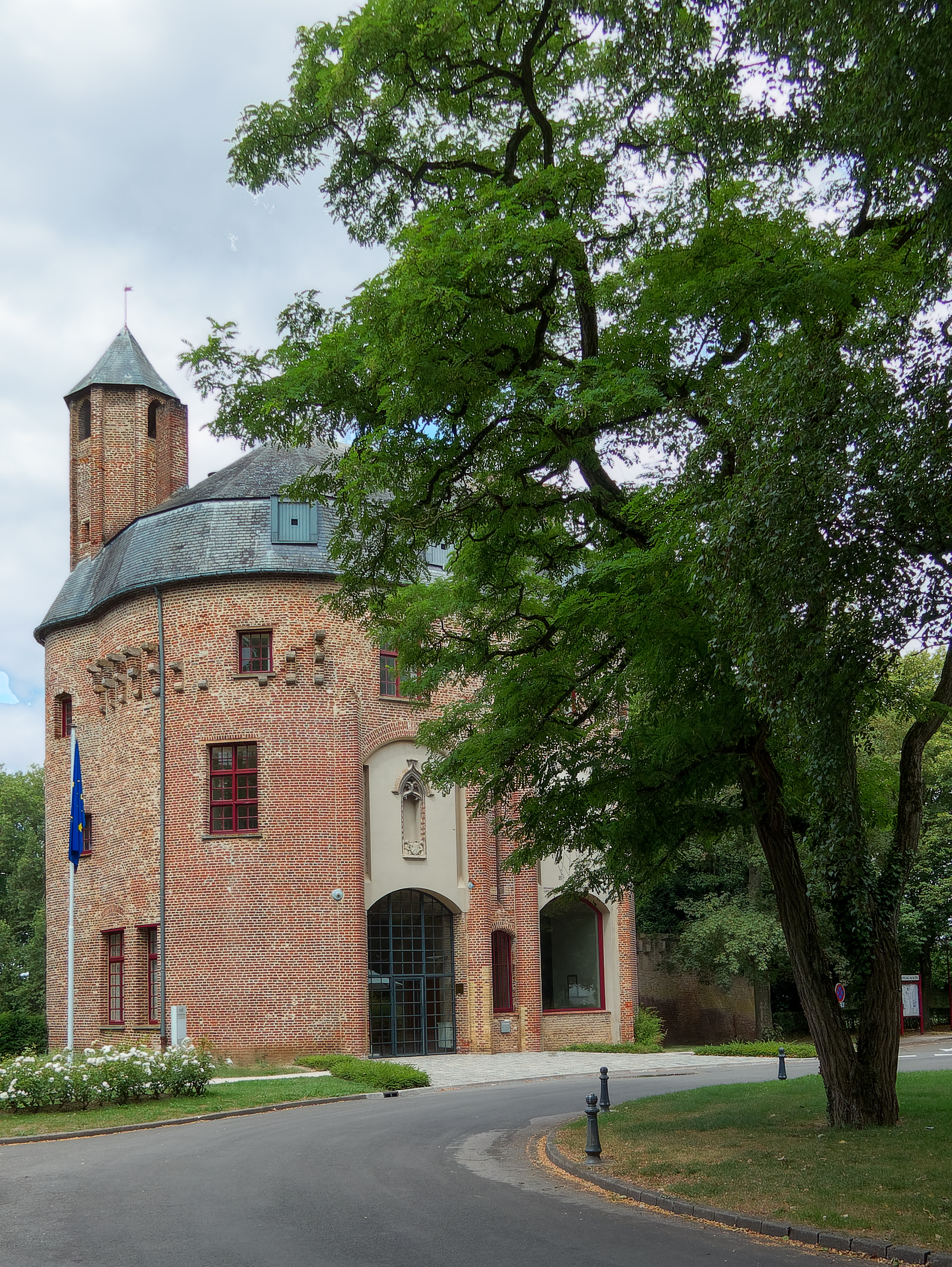

Jouxtant la mairie, une plaque de pierre est érigée à l'attention du public. Voici la reproduction intégrale du texte qui y est gravé :
« 
MAIRIE
Château de Philippe de Comines
CHATEAU DE RENESCURE
1290 : Construit par les Comtes de Flandre

1328 : Démoli sous Philippe VI de Valois lors de la révolte des flamands à Cassel

1469 : Restitution à Philippe de Commynes par Charles le Téméraire

1792 : Mutilé sous la Révolution

1815 : Réaménagé en habitation sous la Restauration

1942 : Incendie durant la deuxième guerre mondiale

1970 : Réhabilitation par la municipalité et transformé en mairie

2001 : Reconstruction des étages pour l'agrandissement de la mairie château
Légende illustration : château de RENESCURE vers 1640

gravure du “FLANDRIA ILLUSTRATA”
 »
- Le Castel de Zuthove fait l'objet d'une inscription au titre des monuments historiques depuis 1946[47].

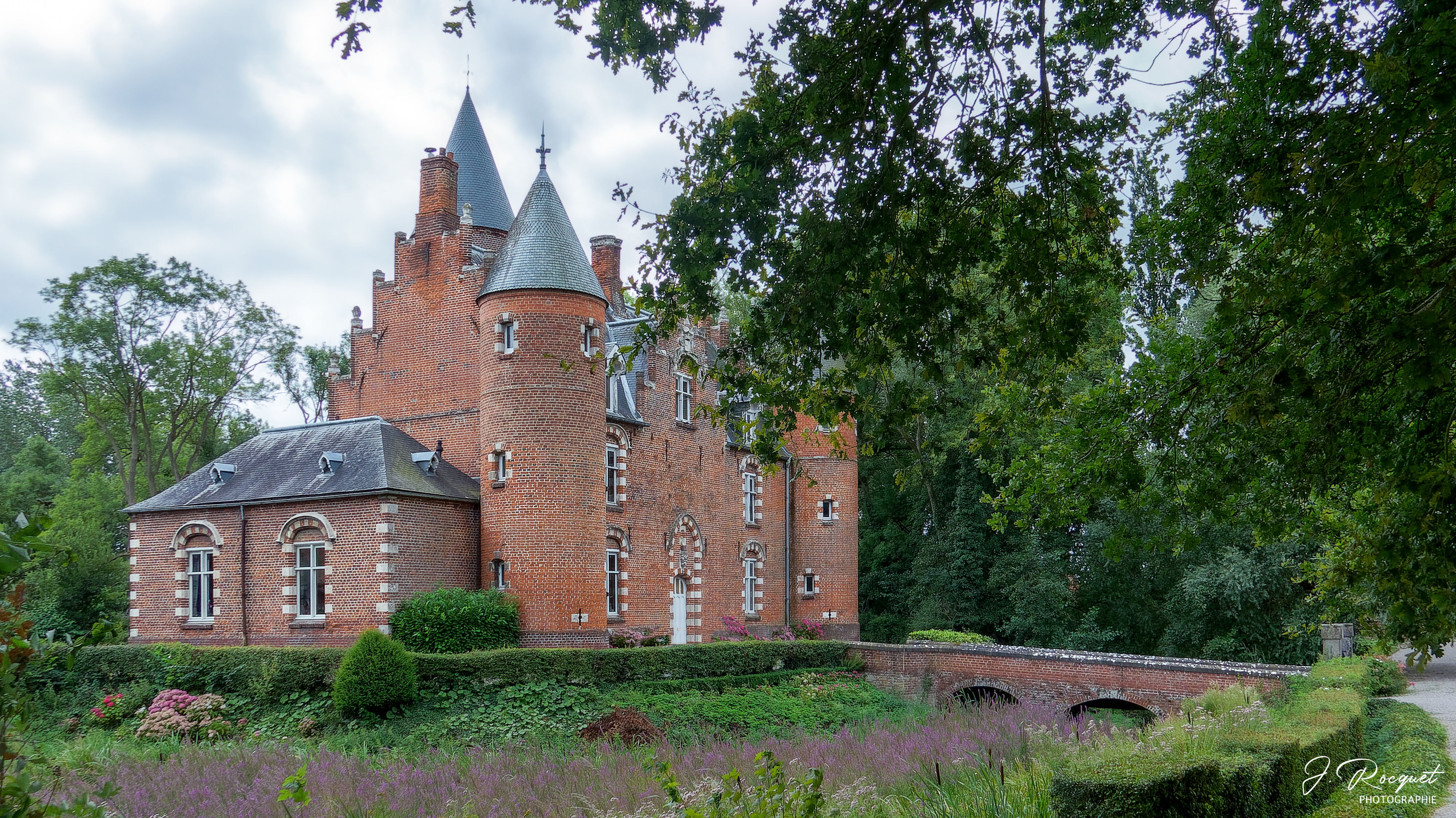

À proximité du castel de Zuthove se trouve un panneau d'information destiné au public en français, anglais et néerlandais.
- L'église Assomption Notre Dame (XIIe siècle et XVIIe siècle). Église retournée de sens en 1929.

- Tombes du Commonwealth.

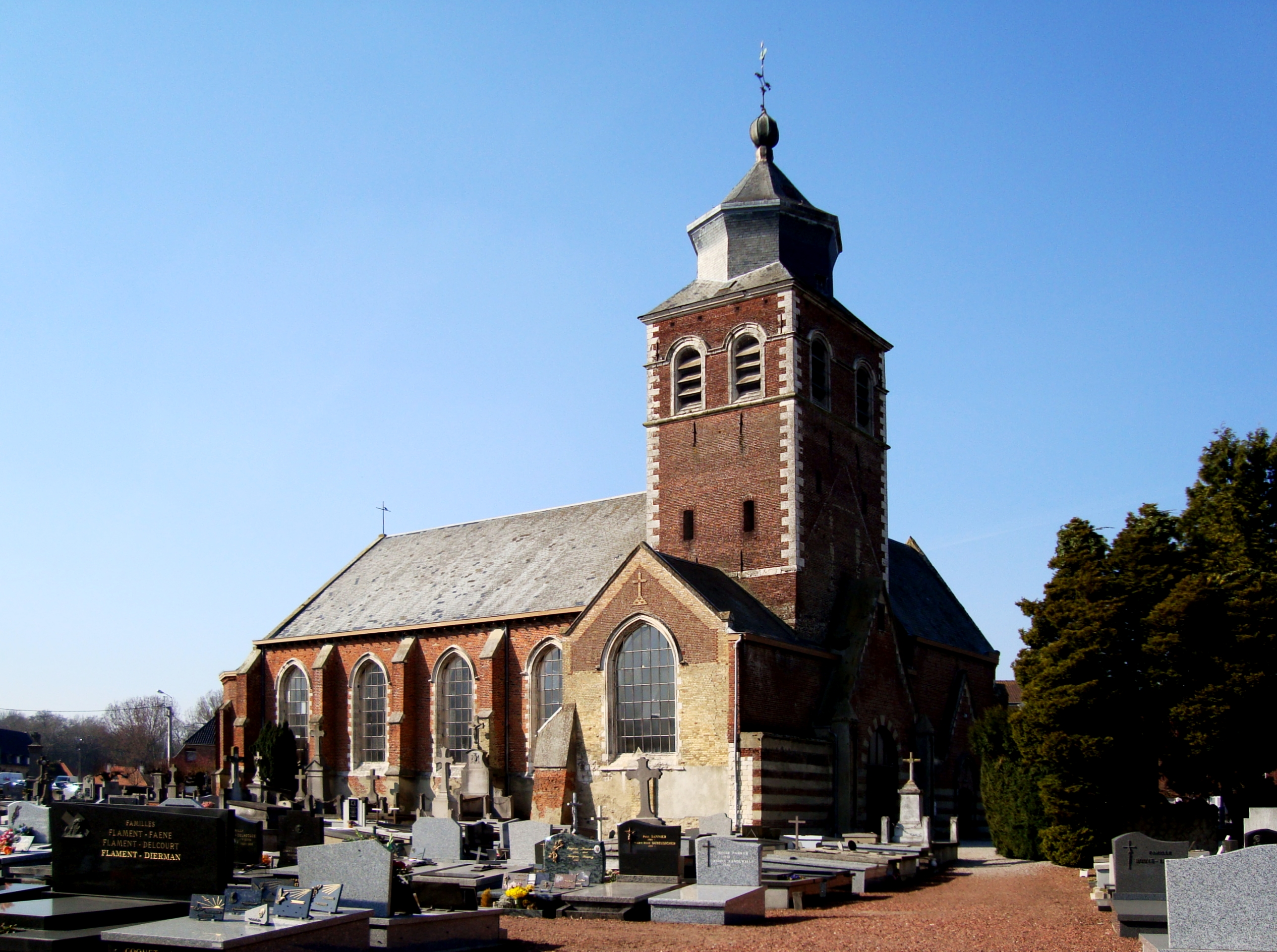
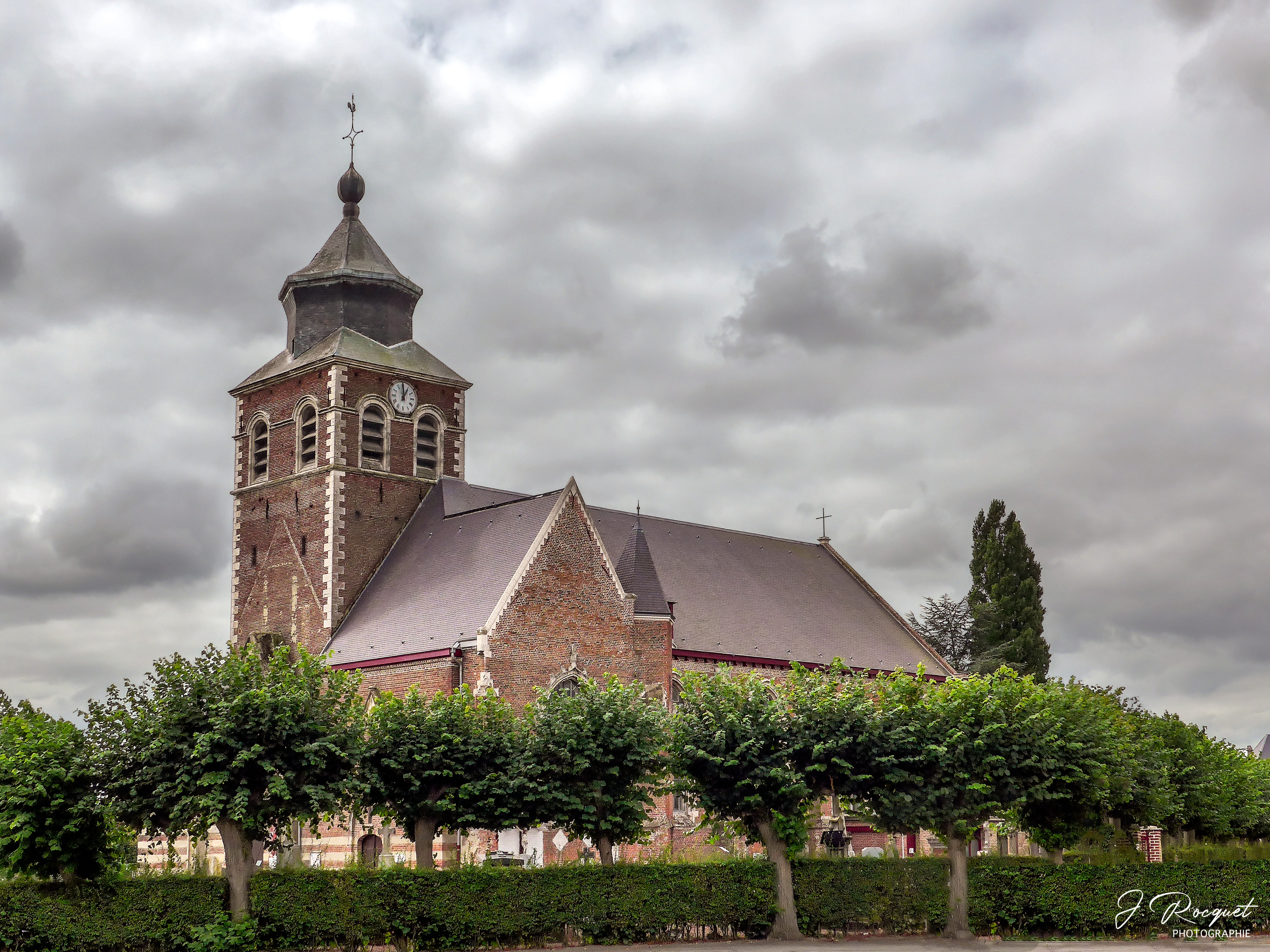

- L'église Cœur Sacré de Jésus (fin XIXe siècle) au Nieppe. Actuellement fermée.
- Le site de stockage de V1 à proximité de la gare et la rampe V1 au hameau du Nieppe
- Plusieurs chapelles et oratoires, calvaires : ex Chapelle Marant (rue d'Aire), Chapelle du Cœur Sacré, Calvaires Lesaffre et Deboudt.
- Grange cistercienne de l'ancienne abbaye de la Woestyne. Privée
- Patrimoine naturel : nombreuses mares, bois, becques,
- La gare de Renescure. PANG

### Personnalités liées à la commune
- Christophe Bonduelle, président du groupe Bonduelle[48]
- Philippe de Commynes ou Philippe de Commines, né en 1447 à Renescure et mort en 1511, est un homme politique, chroniqueur et mémorialiste français.
- Aïcha Goblet, née Madeleine Julie Gobelet en 1894 à Renescure et morte en 1972, est un modèle et une danseuse, figure du Paris des années folles.
- Charles-Louis Hanon (1819-1900), né à Renescure, compositeur et professeur de piano.

### Héraldique
|  | Les armes de Renescure se blasonnent ainsi : « Écartelé : aux 1 et 4, d'argent à une ancre de sable ; aux 2 et 3, d'or à cinq trèfles de sinople en sautoir. » |

## Pour approfondir